# Foho Marabia
Der Foho Marabia ist ein Berg mit einer Höhe von 287 m in der Aldeia Suhu Rama (Sucos Lahane Oriental, Verwaltungsamt Nain Feto, Gemeinde Dili). Der Berg dehnt sich entlang der Grenze zwischen den Sucos Lahane Oriental und Lahane Ocidental aus und seine Ausläufer reichen im Norden bis zu den Stadtteilen Marabia, Mota Ulun und dem Vale de Lahane.

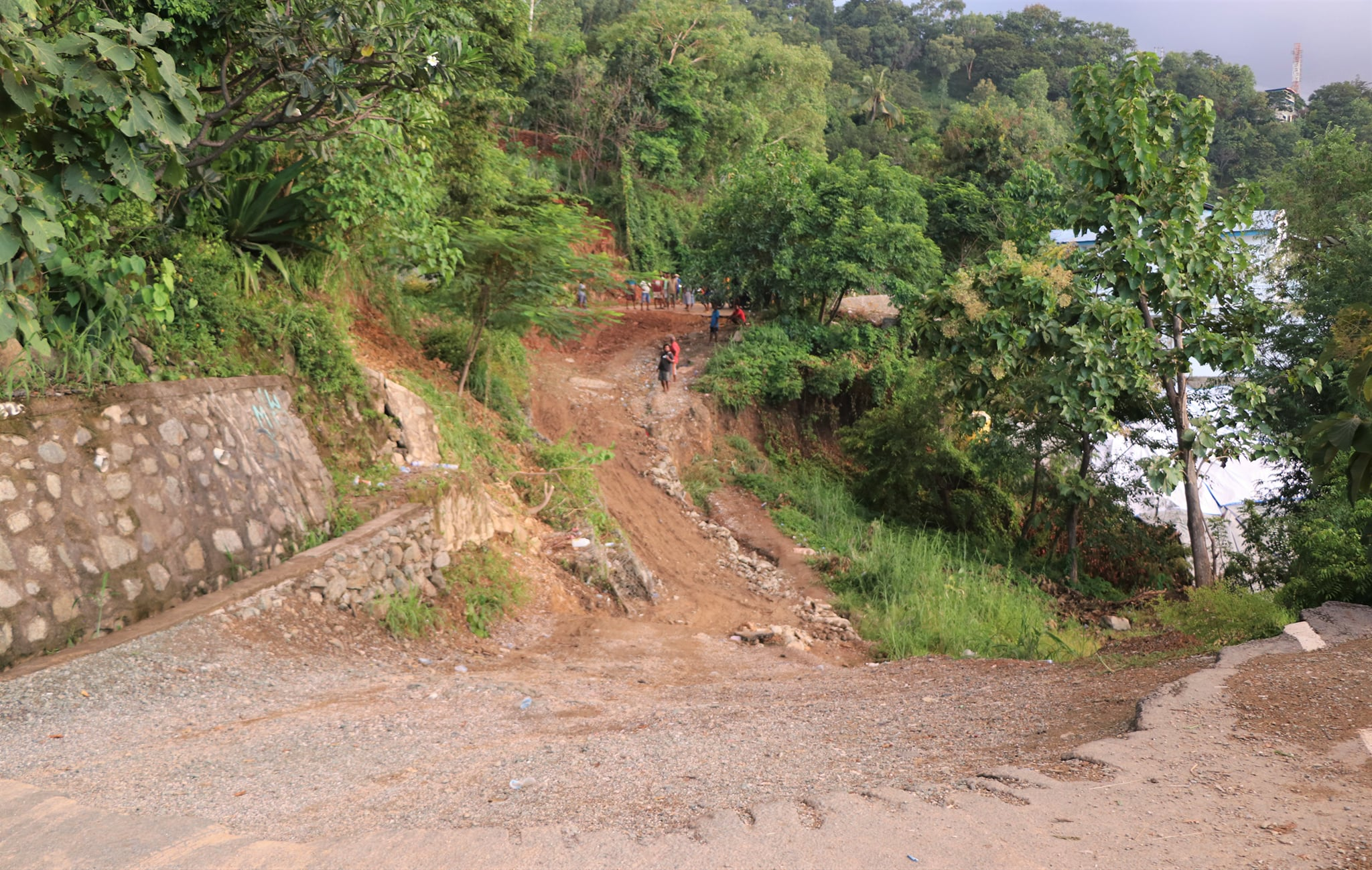
Hangrutsch im Norden des Foho Marabia (2021)

Nach Süden hin schließt sich an den Foho Marabia der Foho Acobau (340 m) an.